# هيو ملك إيطاليا
هيو من آرل (بالفرنسية: Hugues d'Arles)‏ (أو هيو من بورفنس) (قبل 885 - 10 أبريل 948) كان ملك إيطاليا من 924 وحتى وفاته. خلال فترة حكمه، مكن أقاربه على حساب الطبقة الأرستقراطية، وحاول إقامة علاقة مع الإمبراطورية البيزنطية. نجح في الدفاع عن مملكته من الأعداء الخارجيين، ولكن عاداته وسياساته المحلية والتي أظهرت بعض الأدلة على ثقافة في تلك القرون البربرية خلقت العديد من الأعداء الداخليين وعزل عن السلطة قبل وفاته.